# Instituto Superior de Capacitación Integral Interchef
El Instituto Superior de Capacitación Integral Interchef es una entidad educativa privada adscrita al Ministerio de Educación de la Provincia de Córdoba por Resolución 0366/04. El Instituto tiene por misión la formación de profesionales técnicos en Gastronomía y afines a la alimentación. 
Está ubicado en la ciudad de Córdoba, capital de la provincia homónima de Argentina.
El Instituto otorga títulos de validez oficial en Técnico Superior en Gestión de Empresas Gastronómicas y Técnico Superior en Servicios Gastronómicos.
La formación técnica en el nivel terciario del sistema educativo argentino implica el recorrido de un trayecto formativo de 3 años con modalidad presencial. 

## Títulos oficiales
Desde el auge de la formación en Gastronomía en Argentina, han surgido muchas escuelas que forman Chefs con diversas orientaciones y titulaciones. Se pueden encontrar en la oferta académica, entonces: cursos, carreras, postítulos, especializaciones, tecnicaturas y hasta licenciaturas. 
Las Tecnicaturas corresponden a un trayecto formativo oficial, es decir que se trata de un servicio educativo regulado por el Estado, enmarcado en las Leyes de Educación Nacional N° 26.206, Ley de Educación Superior N.º 24521 y Ley de Educación Técnica N° 26058).
Las tecnicaturas corresponden al Nivel Superior de Educación y modalidad Educación Técnica de acuerdo a la Ley de Educación Nacional (Art. 17 Ley de Educación Nacional N° 26.206) “La Educación Técnico Profesional es la modalidad de la Educación Secundaria y la Educación Superior responsable de la formación de técnicos medios y técnicos superiores en áreas ocupacionales específicas y de la formación profesional” (Art. 38 Ley de Educación Nacional N° 26.206).

## Historia
En el año 2002, la familia Giaveno Fargioni abre las puertas del instituto como “Instituto de Cocina Internacional”, otorgando títulos oficiales avalados por el Ministerio de Educación de la Provincia de Córdoba, dependiendo de D.I.P.E (Dirección de Institutos Privados de Enseñanza de la Provincia de Córdoba).